# Eurozonosia fulvinigra
Eurozonosia fulvinigra là một loài bướm đêm thuộc phân họ Arctiinae, họ Erebidae.